# Estero Pupío
El estero Pupío o Conchalí es un curso natural de agua de la Región de Coquimbo que nace en la laderas del cordón transversal que separa su cuenca de la del río Quilimarí. En su fase superior es llamado también Quebrada Río Mauro. Desemboca en el océano Pacífico pocos kilómetros al norte de la ciudad de Los Vilos.
Nótese que Hans Niemeyer y Francisco Solano Asta-Buruaga y Cienfuegos denominan río Conchalí a los últimos 10 km del estero Pupío, por cierto a partir de la confluencia del Río Cavilolén y el Pupío.

## Trayecto
Su lecho se extiende por 45 kilómetros con una pendiente media de 4,3 % en una cuenca de 672 km². Para regulación de su flujo solo tiene en su cuenca el embalse El Mollar en la hoya del estero Las Palmas. Antes de desfogar en el mar forma una laguna litoránea o albúfera, la laguna Conchalí.: IV-32 

## Caudal y régimen
El Pupío cuenta con una estación fluviométrica y muestra un régimen pluvial que sólo presenta caudales de consideración durante el invierno, producto de leves lluvias. Solo una vez cada 20 años (5 % del tiempo) el caudal sobrepasa los 800 litros por segundo. La mayoría de los años (50 %) logra más de 100 l/s. En ambos casos, solo en invierno.

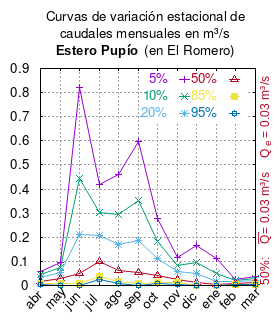
Curva de variación estacional del estero Pupío en El Romero.

El caudal del río (en un lugar fijo) varía en el tiempo, por lo que existen varias formas de representarlo. Una de ellas son las curvas de variación estacional que, tras largos periodos de mediciones, predicen estadísticamente el caudal mínimo que lleva el río con una probabilidad dada, llamada probabilidad de excedencia. La curva de color rojo ocre (con {\displaystyle {\color {Red}\vartriangle }}) muestra los caudales mensuales con probabilidad de excedencia de un 50 %. Esto quiere decir que ese mes se han medido igual cantidad de caudales mayores que caudales menores a esa cantidad. Eso es la mediana (estadística), que se denota Qe, de la serie de caudales de ese mes. La media (estadística) es el promedio matemático de los caudales de ese mes y se denota {\displaystyle {\overline {Q}}}.
Una vez calculados para cada mes, ambos valores son calculados para todo el año y pueden ser leídos en la columna vertical al lado derecho del diagrama. El significado de la probabilidad de excedencia del 5 % es que, estadísticamente, el caudal es mayor solo una vez cada 20 años, el de 10 % una vez cada 10 años, el de 20 % una vez cada 5 años, el de 85 % quince veces cada 16 años y la de 95 % diecisiete veces cada 18 años. Dicho de otra forma, el 5 % es el caudal de años extremadamente lluviosos, el 95 % es el caudal de años extremadamente secos. De la estación de las crecidas puede deducirse si el caudal depende de las lluvias (mayo-julio) o del derretimiento de las nieves (septiembre-enero).

## Acuíferos
Un informe del Comisión Nacional de Riego de 2016 señala que en la cuenca se encuentran los acuíferos:: IV-154 
| Acuífero                                         | Volumen (hectómetros cúbicos) |
| ------------------------------------------------ | ----------------------------- |
| Estero Pupío medio alto                          | 8.57                          |
| Estero Pupío medio 2                             | 1.55                          |
| Estero Pupío medio 3                             | 1.99                          |
| Estero Pupío medio 5                             | 2.01                          |
| Estero Pupío entre Qda La Palma y est. Cavilolén | 0.67                          |
| Estero Pupío baja (hasta desembocadura)          | 17.58                         |

## Historia
Francisco Solano Asta-Buruaga y Cienfuegos escribió en 1899 en su obra póstuma Diccionario Geográfico de la República de Chile sobre Pupío:
Pupío.-—Aldea del departamento de Petorca con 178 habitantes de población concentrada, con iglesia vice-parroquial de Santo Tomás de Chuapa, desde el 18 de octubre de 1847, escuela gratuita, oficinas de registro civil y de correo. Se halla sobre la ribera izquierda ó del sur del riachuelo de Conchalí, llamado así mismo en esta parte de su nombre, rodeándola por el oriente una punta de cerro denominada del Viento, por el sur la falda de una eminencia de ese lado y por el oeste la quebrada contigua que cae al río. Yace á los 31° 55' Lat. y 72° 13' Lon. y dista unos 80 kilómetros del camino hacia el NE. de la ciudad de Petorca y 30 al E. del puerto de Vilos. Sus contornos son de terrazgos cultivados. A sus inmediaciones se trabajan algunas minas de cobre y existieron en el siglo pasado otras de oro y antiguos lavaderos de este metal que le dieron origen. También se denominaba por entonces Pupui, como trae Alcedo, lo que es otra alteración de la palahra indígena que significa los venados, de pu, partícula del plural, y puidu ó pudu. Según esta última forma se dice Pupido, y más comúnmente Pupío.
Luis Risopatrón escribió en 1924 en su obra Diccionario Jeográfico de Chile sobre el río:
Conchali (Río de). Baña un valle hermoso, fértil i de riego, que contrasta notablemente con la aridez de los cerros vecinos; corre hacia el W i se vacía en la pequeña laguna del mismo nombre, que queda separada por algunos monticulos de arena, de la ribera E de la bahía de la misma denominación. l, vii, p. 46; i xxix, carta 151; 3, i, p. 638, (Alcedo 1786); 21, iv, pl. xii de Juan i ulloa (1744); 66, p. 36 i 261; i 127; i riachuelo en 155, p. 171.

## Clima
En cuenca del estero Pupío se encuentra tres tipos de clima: clima templado frío de altura, clima de estepa cálida con precipitaciones invernales y clima estepárico costero o nuboso.: IV-32 

## Población, economía y ecología
Los Vilos es la única ciudad en la cuenca que abarca la provincia de Choapa y las comunas de Los Vilos, Canela, Illapel y Salamanca (Chile). Pero en su camino al mar, el Pupío bordea el poblado de Caimanes.
Su cuenca contaba en 1991 con 32 canales, de casi 64 km de longitud, 11 embalses menores y 1 mayor. En total, los usuarios del estero correspondían a 64, alcanzando a regar una superficie de 917 hás.[cita requerida]
La laguna Conchalí, que se alimenta de las aguas del estero Pupío, es un santuario de la naturaleza de Chile.